# 泸山
泸山又名蛙山，海拨2317米，位于中國四川省西昌市城南5公里，濒临邛海西岸，西面为安宁河，南面为螺髻山。
瀘山是四川風景名勝之一，有「瀘山三奇」之說：
- 「三教一山」：瀘山之上儒、釋、道「三教」共存，互相之間並無貶斥。
- 「千年古柏」：蒙段祠有古柏樹，樹圍8.5米，鑒定為漢代所植。
- 「地震碑林」：光福寺內有中國的四大碑林之一，收藏有地震碑碣108面，是研究中國地震史的重要文物依據。